# 네트워크 텐
네트워크 텐(Network 10)은 오스트레일리아의 상업 방송 방송국으로, 시드니에 본사를 두고 있다. 통칭 채널 10. 2005년에 캐나다의 미디어 그룹 CanWest가 주식의 65%를 인수했는데, 외국 자본의 지분을 제한하는 호주의 방송법을 대상으로 법정 투쟁을 거쳐 최대 주주가 되었다. Canwest의 지분은 현재 미국의 파라마운트 글로벌이 인수했다.

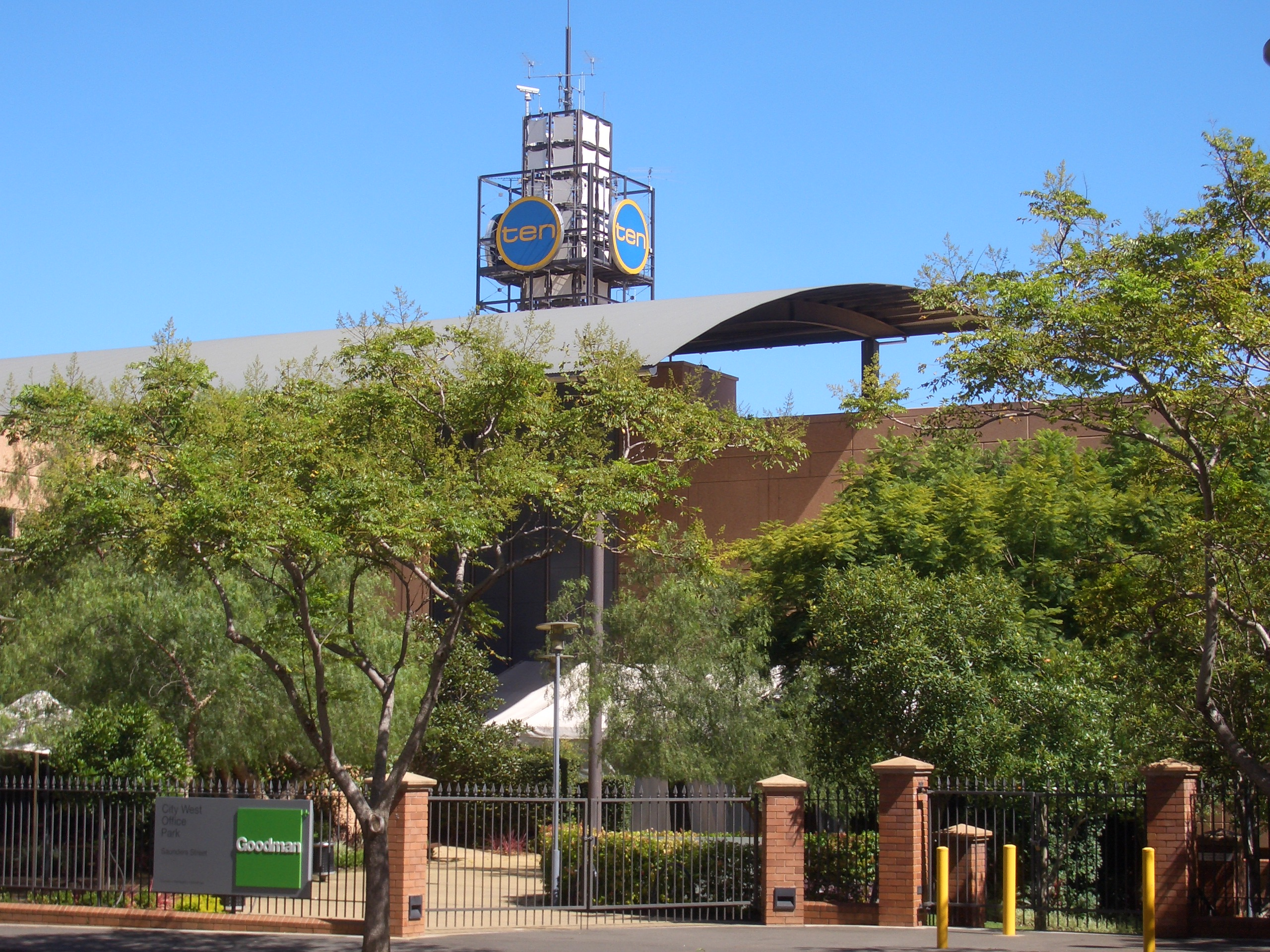
시드니의 네트워크 텐의 방송 센터